# Politique à Saint-Barthélemy
 (mars 2022).
Si vous disposez d'ouvrages ou d'articles de référence ou si vous connaissez des sites web de qualité traitant du thème abordé ici, merci de compléter l'article en donnant les références utiles à sa vérifiabilité et en les liant à la section « Notes et références ».
Cet article présente la situation politique de l'île de Saint-Barthélemy.

## Personnalités politiques

### Maxime Desouches
Maxime Desouches est né le 7 mars 1963. En 2007, il conduit la liste « Action Équilibre et Transparence » aux élections territoriales de juillet 2007 et est élu conseiller territorial de Saint-Barthélemy. Ayant eu le soutien de la liste « Saint-Barth d’abord », il devient membre du conseil exécutif. En janvier 2011, à l'occasion d'une élection partielle (pour suppléer le départ de Patrick Kawamura), il perd ce soutien et n'est pas renouvelé dans sa fonction de membre du conseil exécutif. En 2012, il conduit la liste « Liste Saint-Barth en mouvement ! » aux élections territoriales de mars 2012 et est à nouveau élu conseiller territorial. Donc, il est important donc la population en Saint-Barthélemy 

### Bruno Magras
Bruno Magras, membre de l'UMP, président de la fédération de Saint-Barthélemy et à ce titre membre de droit du conseil national de l’UMP, a été élu le 15 juillet 2007 président du conseil territorial de Saint-Barthélemy.

### Michel Magras
Ancien conseiller général de la Guadeloupe et ancien adjoint au maire de Saint-Barthélemy, il a été élu sénateur de la nouvelle circonscription de Saint-Barthélemy, créée en 2007 et pourvue en 2008, sénat où il siège au groupe Union pour un mouvement populaire. Il est actuellement vice-président de la collectivité territoriale de Saint-Barthélémy.